# Surin (Deux-Sèvres)
Surin település Franciaországban, Deux-Sèvres megyében. Lakosainak száma 649 fő (2022. január 1.). Surin Béceleuf, Cours, Faye-sur-Ardin, Pamplie, Sainte-Ouenne és Xaintray községekkel határos.

## Népesség
A település népessége az elmúlt években az alábbi módon változott:
| Lakosok száma | 654  | 670  | 675  | 657  | 650  | 655  | 659  | 664  | 649  |
|               | 2013 | 2015 | 2016 | 2017 | 2018 | 2019 | 2020 | 2021 | 2022 |